# Höegh Esperanza
Die Höegh Esperanza ist ein LNG-Speicher- und Verdampfungs-Schiff, auch als schwimmende Speicher- und Wiederverdampfungseinheit bezeichnet (Floating Storage and Regasification Unit; FSRU). Das Schiff gehört der Höegh LNG Holdings. Es wird seit Ende 2022 zur Verdampfung von flüssigem Erdgas am LNG-Terminal Wilhelmshaven eingesetzt.

## Geschichte
Das Schiff wurde am 1. Juni 2015 bei Hyundai Heavy Industries in Südkorea bestellt, die Kiellegung erfolgte am 28. Dezember 2015 mit der Baunummer 2865 und der Stapellauf wurde am 17. März 2017 durchgeführt. Die Höegh Esperanza wurde am 5. April 2018 abgeliefert. Im Juni 2018 wurde sie für drei Jahre an das chinesische Unternehmen CNOOC Gas & Power Trading and Marketing verchartert, wo sie ab November 2018 im LNG-Terminal am Hafen Tianjin eingesetzt war. Ab 2022 sollte das Schiff zehn Jahre lang für das australische Energie-Unternehmen AGL im projektierten LNG-Terminal Crib Point auf der Mornington-Halbinsel südlich von Melbourne im Bundesstaat Victoria Dienst tun. Das Terminalprojekt wurde jedoch im März 2021 aus Umweltschutzgründen nicht genehmigt.

## Das Schiff
Das Schiff ist bei einer Länge von 290 Meter und der Breite von 46 Meter mit 110.499 BRZ vermessen und hat eine Tragfähigkeit von 92.217 tdw. Zum Antrieb wurde die Höegh Esperanza mit einer dieselelektrischen Dual-Fuel-Anlage ausgestattet. Der Antrieb des Schiffes erfolgt durch zwei Elektromotoren, die auf einen Festpropeller wirken. Für die Stromerzeugung stehen drei Zweistoff-Wärtsilä-Italia-W8L50DF-Motoren mit jeweils acht Zylindern und 500 mm Bohrung sowie 580 mm Hub und einer Nennleistung von jeweils 7800 kW und ein Zweistoff-Wärtsilä-W6L50DF-Motor zur Verfügung. Außerdem steht ein Notdiesel vom Typ Cummins KTA 38D zur Verfügung. Das Schiff wiegt unbeladen etwa 90 000 t.
Die Technik des Schiffes wurde für einen kombinierten offenen sowie geschlossenen Regasifizierungsbetrieb ausgelegt und die GTT-Mark-III-Membran-Tanks haben eine Speicherkapazität von 170.000 Kubikmeter Flüssigerdgas. Es wurden zwei Hilfskessel und zur guten Wärmeausnutzung vier Abgaskessel installiert. Das Schiff wurde von der Klassifikationsgesellschaft DNV klassifiziert.
Die Rückführung des LNG in den gasförmigen Zustand erfolgt mit Hilfe der Wärme des Meerwassers, welches durch Wärmetauscher geleitet wird. Da hierbei Meeresorganismen sich in den Leitungen ablagern, werden die Rohre unter Zusatz von Chlor gespült. Dieses wird anschließend mitsamt den abgetöteten Organismen ins Meer abgelassen.

## Einsatz in Wilhelmshaven
Am 5. Mai 2022 gab die Höegh LNG Holding bekannt, dass sie mit dem deutschen Bundesministerium für Wirtschaft und Klimaschutz verbindliche Umsetzungsverträge über die Vercharterung von zwei FSRUs aus ihrer Flotte für den Betrieb in Deutschland für zehn Jahre abgeschlossen hat.
Am 15. Dezember 2022 legte die vom LNG-Terminal Sagunto in Spanien kommende und mit 170.000 Kubikmetern Flüssiggas aus Nigeria beladene Höegh Esperanza am LNG-Terminal Wilhelmshaven an. Dabei war ein massives Polizeiaufgebot präsent, da Proteste von Umweltschützern befürchtet wurden. Als erstes deutsches LNG-Terminal wurde es am 17. Dezember 2022 von Bundeskanzler Scholz eröffnet und als wichtiger Schritt zum Ersatz ausbleibender russischer Erdgaslieferungen bezeichnet. Dabei waren Bundeswirtschaftsminister Robert Habeck (Bündnis 90/Die Grünen), Bundesfinanzminister Christian Lindner (FDP) und der niedersächsische Ministerpräsident Stephan Weil (SPD) anwesend. Das Gas wurde nach Druckprüfungen und weiteren Vorarbeiten ab dem 21. Dezember 2022 ins deutsche Netz eingespeist. Die Schiffsladung reicht zur Gasversorgung von 50.000 bis 80.000 Haushalten für ein Jahr. Das Schiff arbeitet voraussichtlich bis Februar 2023 im Testbetrieb. Der erste LNG-Tanker, der über die Höegh Esperanza entladen wird, legte am 3. Januar 2023 an.
Die mit der deutschen Bundesregierung vertraglich vereinbarte Dauerleistung der Höegh Esperanza beträgt 5 Milliarden Kubikmeter LNG pro Jahr (bcm/a), die Maximalleistung 7,5 bcm/a. Das Terminal soll etwa 6 % des deutschen Gasbedarfs decken. 2025 wird der Betrieb wegen des gesunkenen Gasverbrauch vorübergehend eingestellt.

## Kritik
→Hauptartikel: LNG-Terminal Wilhelmshaven: Umwelt- und Sicherheitsbedenken
Umweltschutzverbände kritisieren die Belastung des Wattenmeeres aufgrund der Einleitung von chlorhaltigem Spülwasser durch die Höegh Esperanza. 32 t des für Spülung der Schiffsanlagen benötigten Chlors dürfen jährlich ins Meer eingeleitet werden. Auch die ortsansässigen Fischer fürchten eine Beeinträchtigung ihres Fangs durch das anfallende Chlor aus dem Schiff und befürchten, dass sie weiter draußen auf See fischen müssen. Sie beanstanden, dass der Einsatz des Schiffes in Australien wegen der von ihm ausgehenden Umweltbelastung abgesagt wurde, es vor Wilhelmshaven aber genehmigt wurde.
Wirtschaftsminister Habeck rechtfertigte die Inbetriebnahme des Schiffs mit dem kurzfristigen Wegbrechen der russischen Gaslieferungen, die ungefähr bisher die Hälfte des deutschen Verbrauchs deckten, und mit einem ohne LNG-Importe drohenden Gasmangel, räumte aber ein, dass das Erstellen der Infrastruktur für LNG unter Druck geschah und geschieht. Eine normalerweise zwingend erforderliche Umweltverträglichkeitsprüfung durfte aufgrund der Dringlichkeit der Errichtung von LNG-Terminals („LNG-Beschleunigungsgesetz“) für den Einsatz dieses Schiffes entfallen. Der Landesbetrieb für Wasserwirtschaft, Küsten- und Naturschutz genehmigte die Inbetriebnahme des Schiffs und somit auch das Einleiten der Abwässer der Höegh Esperanza in die Jade am 16. Dezember 2022. Laut dem niedersächsischen Umweltminister Christian Meyer werden die Grenzwerte ständig überwacht und deutlich unterschritten; ein Biologe des Alfred-Wegener-Instituts bezeichnete das Entlassen schädlicher Prozessabfälle ins Wasser oder in die Luft hingegen als „Stand des letzten Jahrhunderts“ und hält eine Kreislaufwirtschaft für zeitgemäß. Die Höegh Esperanza ist das einzige von insgesamt fünf an den deutschen Küsten vorgesehenen LNG-Speicher- und Verdampfungs-Schiffen, bei dem Chlor zum Reinigen der Leitungen benötigt wird. Bei den künftigen vier Schiffen ist diese Substanz nicht nötig. Die Deutsche Umwelthilfe reichte wegen der Chlorbelastung eine Klage um eine Befristung des Betriebs ein, die  nicht erfolgreich war.